# Château de Ligondès
Le Château de Ligondès, parfois appelé château de Ligondeix est situé au lieu-dit Le Ligondès sur la commune de Chambonchard, dans le département de la Creuse, région Nouvelle-Aquitaine, France. Il se situe à présent à la limite des régions Nouvelle-Aquitaine et Auvergne-Rhône-Alpes.

## Historique
Le château fut construit au XIIIe siècle. À cette époque, la seigneurie du Ligondeix, dépendant de la châtellenie d'Évaux (à quelques kilomètres), relevait des ducs de Bourbon. 
Les Ligondès, originaires d'Italie, s'établirent en France vers 1248. La branche aînée fit sa résidence au Ligondeix.
Sous la Révolution, le marquis Georges du Ligondès émigra, puis le château fut vendu au XIXe siècle.

## Architecture
L'édifice est formé d'un corps de logis quadrangulaire auquel est accolé, à l'Ouest, un autre corps de bâtiment en retour d'équerre. 
Côté Est, le donjon carré flanque le bâtiment central. Le corps de logis central est la partie la plus ancienne (XIVe siècle). 
À l'angle nord on peut voir une tourelle percée d'une canonnière et portée sur cinq corbeaux. 
Au troisième étage, une bretèche est portée sur trois corbeaux séparés par des arcs en accolade. Ce niveau, qui se trouve sous la charpente, est défendu par une échauguette et la bretèche, toutes deux contemporaines d'une restauration («reprise d'œuvre») du XVe siècle. En effet, ce petit ensemble paraît avoir été le donjon quadrangulaire à éperon du château tel qu'il a été pensé et construit au XIIIe siècle.
Le château dispose d'une cave voûtée en sous-sol; construite en berceau et éclairée par une unique meurtrière.
Le bâtiment en retour d'équerre serait de la même date que le corps central. Une tourelle, maintenant abattue, flanquait l'angle sud. 
Le donjon central, construit vers 1443, possède quatre étages et est flanqué d'une tourelle accolée. L'ouvrage est couronné, sur trois faces, d'une galerie de mâchicoulis sur encorbellement. Un escalier à vis occupe la plus grande partie de la tour, jusqu'au deuxième étage. Pour les étages supérieurs, il est remplacé par un petit escalier à vis logé dans une tourelle accolée. 
Le troisième étage est occupé par une salle voûtée en berceau, ornée d'une cheminée à accolade (ancienne chapelle). L'accès de la tour s'effectuait au Moyen Âge au premier étage par l'arrière grâce à un escalier, afin de faciliter la défense armée de sa porte et d'éviter tout risque d'enfoncement par un bélier. 
L'entrée première du château, avec son pont-levis, devait se trouver vers l'extrémité Sud du bâtiment en retour d'équerre[réf. souhaitée]. 
Le château (élévation et toiture) fut inscrit au registre des monuments historiques par arrêté du 8 décembre 1962.